# Друштвена скулптура
Друштвена скулптура је фраза која се користи да опише проширен концепт уметности коју је измео намачки уметник Јозеф Бојс. Бојс је сковао термин „друштвена скулптура” да прикаже своје разумевање потенцијала уметности да промени друштво. Као уметничко дело друштвена скулптура укључује људску активност која тежи да структуира и обликује друштво или околину. Централна идеја друштвене скулптуре је уметник који  ствара структуре у друштву користећи језик, мисли, радње и објекте.